# 普拉尼亞瓦山
46°21′23.51″N 14°36′36.02″E / 46.3565306°N 14.6100056°E

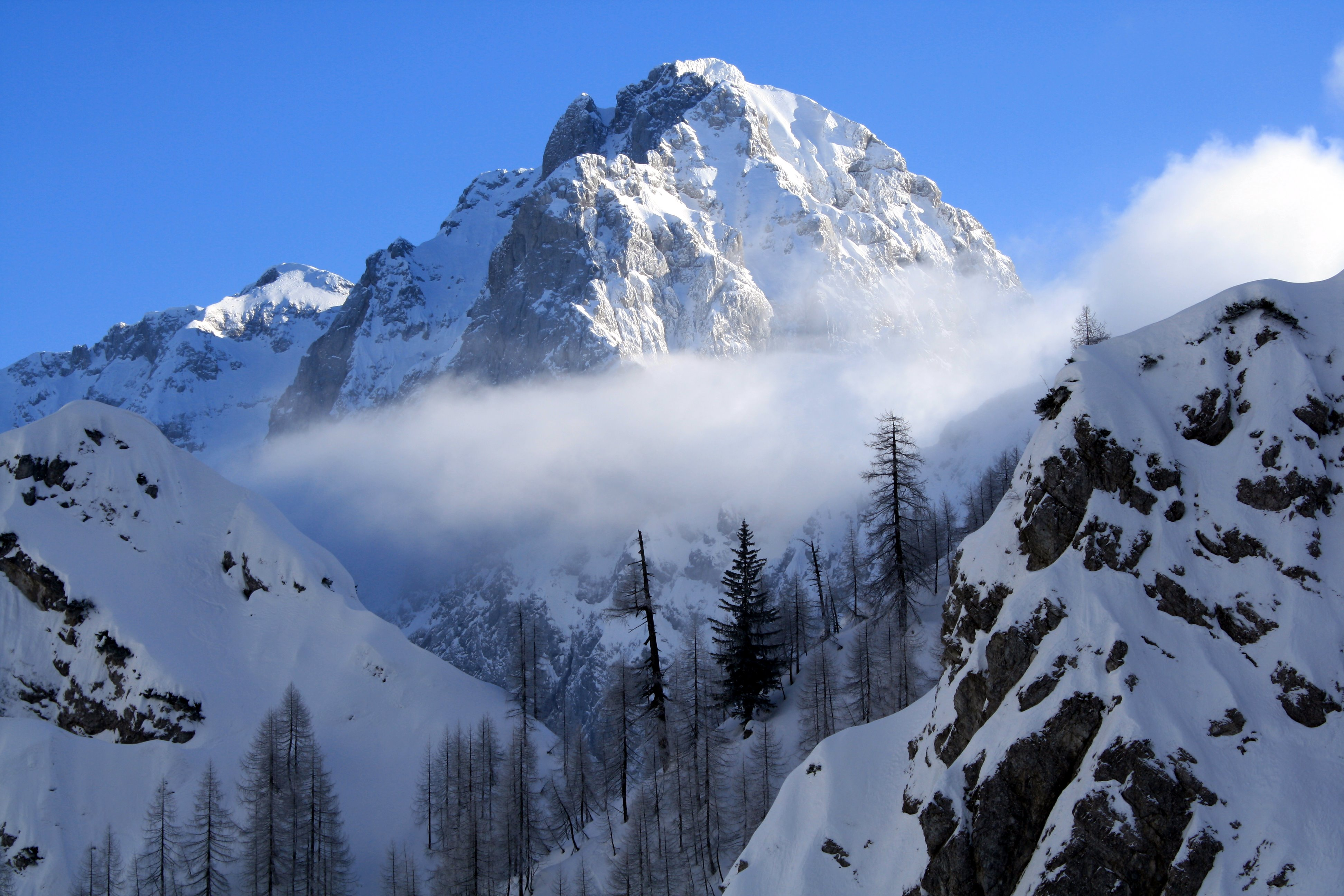

普拉尼亞瓦山，是斯洛文尼亞的山峰，位於該國北部，屬於卡姆尼克-薩維尼亞阿爾卑斯山脈的一部分，海拔高度2,394米，每年平均降雨量1,979毫米。